# Mycetia balansae
Mycetia balansae är en måreväxtart som beskrevs av Emmanuel Drake del Castillo. Mycetia balansae ingår i släktet Mycetia och familjen måreväxter. Inga underarter finns listade i Catalogue of Life.